# Xanthopimpla pumilio
Xanthopimpla pumilio är en stekelart som beskrevs av Krieger 1915. Xanthopimpla pumilio ingår i släktet Xanthopimpla och familjen brokparasitsteklar. Inga underarter finns listade i Catalogue of Life.